# Molí de Gualter
El Molí de Gualter és un edifici del municipi de la Baronia de Rialb (Noguera) que forma part de l'Inventari del Patrimoni Arquitectònic de Catalunya. Aquest molí es troba sota el poble de Gualter o sigui, molt a prop d'on desenvoca el Riu el Rialb al Segre, i a poca distància de les ruïnes del monestir de Santa Maria de Gualter. Del molí només ens resten les parets mig derruïdes.